# Paulin, Dordogne

Paulin este o comună în departamentul Dordogne din sud-vestul Franței. În 2009 avea o populație de 272 de locuitori.

## Evoluția populației
| An        | 1975 | 1982 | 1990 | 1999 | 2006 | 2009 |
| --------- | ---- | ---- | ---- | ---- | ---- | ---- |
| Populație | 293  | 269  | 258  | 268  | 272  | 272  |